# Dejan Vinčić
Dejan Vinčić (* 15. September 1986 in Slovenj Gradec) ist ein slowenischer Volleyballspieler.

## Karriere
Vinčić begann seine Karriere 2004 bei OK Šoštanj Topolšica. Mit dem Verein wurde er in den ersten beiden Jahren sofort Meister und Vizemeister. Danach spielte er von 2006 bis 2008 bei OK Salonit Anhovo Kanal und in den folgenden vier Jahren für ACH Volley Ljubljana. In dieser Zeit gewann er weitere Meisterschaften und wurde Pokalsieger. In der Saison 2012/13 spielte der Zuspieler in Polen bei Skra Bełchatów. 2014 wurde er mit Maliye Milli Piyango SK türkischer Meister. In der Saison 2014/15 war er in Frankreich bei Narbonne Volley aktiv. Mit der slowenischen Nationalmannschaft gewann er die Volleyball-Europaliga 2015. Im gleichen Jahr erreichte er mit Slowenien das Finale der Europameisterschaft, das gegen Frankreich verloren ging. Danach wechselte er innerhalb der französischen Liga zu Beauvais Oise UC. In der Saison 2016/17 spielte er in Russland für FK Jenissei Krasnojarsk. Anschließend ging er wieder nach Polen und spielte nun für Czarni Radom. Bei der Europameisterschaft 2019 stand er mit Slowenien erneut im Finale, diesmal gegen Serbien. 2020 wurde er vom deutschen Bundesligisten VfB Friedrichshafen verpflichtet.